# Teste de aceitação
Teste de aceitação é uma fase do processo de teste em que um teste de caixa-preta é realizado num sistema antes de sua disponibilização. Tem por função verificar o sistema em relação aos seus requisitos originais, e às necessidades atuais do usuário. É geralmente realizado por um grupo restrito de usuários finais, num ambiente parecido com o deles.
Há três estratégias de implementação de testes de aceitação: a aceitação formal, a aceitação informal (ou teste alfa) e o teste beta.